# 엘에스터
엘에스터(ELESTOR)는 엘리베이터(ELEVATOR)와 에스컬레이터(ESCALATOR)의 합성어이며, 한국승강기안전관리원에서 발행하는 승강기 종합 전문지의 이름이다. 엘리베이터와 에스컬레이터에 대한 안전사고 분석과 새로운 기술, 관리 및 세계 승강기 산업 동향 등을 다루는 월간지이다. 홈페이지 주소는 www.elestor.or.kr이며 PC, 스마트폰, 스마트패드 등, 어디에서나 자유롭게 접속 가능하다.